# Pico da Pedra Vermelha
O Pico da Pedra Vermelha é uma elevação portuguesa localizada na freguesia açoriana do Ribeira Seca, concelho da Calheta, ilha de São Jorge, arquipélago dos Açores.
Este acidente geológico encontra-se geograficamente localizado próximo da Ribeira Seca e encontra-se intimamente relacionado com maciço montanhoso central da ilha de são Jorge do qual faz parte, Particularmente com o Maciço da Serra do Topo.
Esta formação montanhosa localiza-se próxima da Fajã do Sanguinhal, da Fajã Redonda entre o Pico dos Frades e o Piquinho da Urze.
Esta formação geológica localizada a 905 metros de altitude acima do nível do mar apresenta escorrimento pluvial para a costa marítima e deve na sua formação geológica a um escorrimento lávico e piroclástico antigo.